# Idris Sardi
Idris Sardi (7 de junio de 1938 - 28 de abril de 2014) fue un violinista de indonesio.
Idris Sardi fue hijo de Mas Sardi, un compositor indonesio, y Hadidjah, una actriz indonesia.
Aprendió a tocar el violín cuando tenía solo seis años de edad. A los 10 años, se presentó en público por primera vez en Yogyakarta en 1949. Su actuación llamó la atención debido a su indudable talento.
También fue conocido como compositor. Fue galardonado con el prestigioso Premio Citra por mejor sonido en varias películas, las cuales son Pengantin Remaja (Jóvenes recién casados) en 1971, Perkawinan (Matrimonio) en 1973, Cinta Pertama (Primer amor) en 1974, y Doea Tanda Mata (Dos Recuerdos) en 1985.
Idris es el padre de la actriz Santi Sardi y del actor Lukman Sardi, de su matrimonio con Zerlita. Tras divorciarse de su segunda esposa, la actriz indonesia Marini, Idris se casó con Ratih Putri.
Sardi murió el 28 de abril de 2014 en el Hospital Meilia en Cibubur, Indonesia. Tenía 75 años.